# Стахово (Плонський повіт)
Стахово (пол. Stachowo) — село в Польщі, у гміні Нарушево Плонського повіту Мазовецького воєводства.
Населення — 66 осіб (2011).
У 1975-1998 роках село належало до Цехановського воєводства.

## Демографія
Демографічна структура станом на 31 березня 2011 року:
|          | Загалом | Допрацездатний вік | Працездатний вік | Постпрацездатний вік |
| -------- | ------- | ------------------ | ---------------- | -------------------- |
| Чоловіки | 41      | 11                 | 28               | 2                    |
| Жінки    | 25      | 5                  | 15               | 5                    |
| Разом    | 66      | 16                 | 43               | 7                    |